# Abstracții științifice
Abstracțiile științifice reprezintă o denumire generică pentru noțiunile și categoriile care alcătuiesc sistemele diverselor științe.
Una dintre primele abstracții științifice din istorie a fost făcută de grecii antici care au definit punctul ca „ceva ce nu are părți”.
Abstracțiile științifice conțin o doză de imaginație: linii perfect drepte sau circulare, corpuri perfect libere, mecanisme fără frecare, gazul ideal etc. Ele operează prin concentrarea atenției asupra unui aspect, pentru a-l analiza, făcând abstracție de celelalte aspecte.
Într-o mare măsură, abstracțiile științifice și-au dovedit adevărul participând la cucerirea și transformarea reală a naturii, în timp ce abstracțiile filozofice nu au făcut-o și nici nu puteau s-o facă.
În știința limbii s-a convenit ca termenii „propoziție” și „sintagmă” să fie folosiți la denumirea abstracțiilor științifice, iar pentru denumirea faptelor empirice să fie utilizați termenii „enunț” și „îmbinare de cuvinte”.
Principiile sau teoriile economice sunt abstracții științifice, ele dând relevanță, concizie și, mai ales, valoare cognitivă și practică economiei ca știință. Abstracțiile științifice care exprimă aspectele esențiale ale vieții economice se numesc „categorii economice” (ex: salariu, profit, marfă, capital). Metoda abstracției științifice, ca componentă a metodologiei științei economice, reflectă cercetarea unei laturi esențiale a procesului sau fenomenului economic, făcând abstracție de celelalte laturi relativ neesențiale ale acestora. Metoda de abstracție urmărește să se elimine ceea ce este neesențial, irelevant și întâmplător și să se desprindă ceea ce este esențial, general și relevant pentru caracteristica fenomenului sau procesului economic respectiv, sub formă de concepte, principii, ipoteze, teorii și legi economice.
Microeconomia și macroeconomia sunt abstracții științifice, rezultate din procesul de integrare și agregare a fluxurilor economice reale și monetare, la niveluri diferite ale verticalei economice, începând cu nivelul de bază al vieții economice – unitățile – continuând cu mezoeconomia – ramurile – și, în final, macroeconomia.

## Viziunea materialist-dialectică
Potrivit concepțiilor marxist-leniniste, bazate pe materialismul dialectic, „acestea au un conținut obiectiv, care reflectă esența proceselor din lumea materială. Fără abstracțiile științifice este de neconceput gândirea logică, cunoașterea legilor de dezvoltare a naturii și a societății. Ele reflectă realitatea mai profund, mai adevărat decât percepțiile senzoriale. Ruperea de realitate, de practică duce la abstracții neștiințifice, caracteristice idealismului și metafizicii.”